# ميغيل كورتيخو
ميغيل كورتيخو (بالإسبانية: Miguel Cortijo)‏ مواليد 22 أغسطس 1958 في الأرجنتين، هو لاعب كرة سلة أرجنتيني سابق. لعب في دوري كرة السلة الوطني الأرجنتيني كلاعب هجوم خلفي. حمل الرقم 11.

## المسيرة الاحترافية
لعب مع فيرو كاريل أويستي لكرة السلة من سنة 1976 إلى 1990، ثم لعب مع بينارول دي مار ديل بلاتا في الدوري الأرجنتيني في موسم 1990-91، ثم لعب مع فيرو كاريل أويستي في موسم 1991-92، ثم لعب مع بوكا جونيورز في موسم 1993-94، ثم لعب مع ريجاتاس كوريينتس في الدوري الأرجنتيني في موسم 1997-98.

## روابط خارجية
- ميغيل كورتيخو على موقع الاتحاد الدولي لكرة السلة (الإنجليزية)
- ميغيل كورتيخو على موقع الاتحاد الدولي لكرة السلة (الإنجليزية)